# Point Lookout (Australia)
Point Lookout – miejscowość w gminie Redland City w Brisbane, w Australii. Położona jest stanie Queensland, nad Oceanem Spokojnym.